# アントニオ・コルテス・エレディア
アントニン（Antoñín）ことアントニオ・コルテス・エレディア（Antonio Cortés Heredia、2000年4月16日 - ）は、スペイン・マラガ出身のサッカー選手。プリメーラ・ディビシオンRFEF・CDルーゴ所属。ポジションはFW。

## クラブ経歴
アンダルシア州のマラガにてロマの家系に生まれ、CD26デ・ファブレロにてサッカーを始めた。2016年7月にFCシャルケ04のユースチームに加入するが1年も在籍せずにスペインへ帰国し、2017年にマラガCFのカンテラに入団した。
2018-19シーズン、マラガCFのBチームデビューを果たすと、2018年1月28日、当時テルセーラ・ディビシオンに在籍していたエル・パロFCにハーフシーズンの契約でレンタル移籍した。レンタルバック後の2019年9月21日、アルバセテ・バロンピエとのリーグ戦でマラガでのトップチームデビューを果たした。
2020年2月24日、グラナダCFに移籍し、3年半契約を結んだ。同年10月2日、セグンダ・ディビシオンのラージョ・バジェカーノにレンタル移籍することが発表された。
2021年8月19日、古巣であるマラガCFに1シーズンの契約でレンタル移籍した。
2022年7月25日、買い取りオプション付きの契約で2022-23シーズンはヴィトーリア・ギマランイスにレンタル移籍することが決定した。
2023年1月13日、ヴィトーリアに戻ったアントニンは2022-23シーズン終了までシタ・チャンピオンシップのアノルトシス・ファマグスタにローンで移籍することが発表された。